# Premio Wolf
El Premio Wolf ha sido entregado anualmente desde 1978 a científicos y artistas vivos por "sus logros en interés de la humanidad y de las relaciones fraternas entre los pueblos (...) sin distinguir nacionalidad, raza, color, religión, sexo o tendencias políticas". El premio se entrega en Israel por la Fundación Wolf, fundada por Dr. Ricardo Wolf, un inventor alemán y antiguo embajador de Cuba en Israel. 

## Premios
Se otorgan en seis campos: Premio Wolf en Agricultura, Premio Wolf en Química, Premio Wolf en Matemáticas, Premio Wolf en Medicina, Premio Wolf en Física, y un Premio de la Fundación Wolf de las Artes que rota anualmente entre arquitectura, música, pintura y escultura. Cada premio consiste en un diploma y 100.000 dólares.
Los Premios Wolf otorgados en matemática, física o química son a menudo considerados los más prestigiosos premios en esos campos después del Premio Nobel o la Medalla Fields. El premio de Medicina es el tercero más prestigioso, después del Premio Nobel y el Premio Lasker. El Premio Wolf en matemáticas, así como en agricultura, es especialmente prestigioso debido a la ausencia de premios Nobel en estas disciplinas.